# Zhenwu (köpinghuvudort i Kina, Jiangsu Sheng, lat 32,62, long 119,58)
Zhenwu (kinesiska: 真武, 真武镇) är en köpinghuvudort i Kina. Den ligger i provinsen Jiangsu, i den östra delen av landet, omkring 95 kilometer nordost om provinshuvudstaden Nanjing. Antalet invånare är 46 556. Befolkningen består av 24 290 kvinnor och 22 266 män. Barn under 15 år utgör 11,0 %, vuxna 15-64 år 71 %, och äldre över 65 år 17,0 %.
Runt Zhenwu är det tätbefolkat, med 762 invånare per kvadratkilometer. Närmaste större samhälle är Xiaoji, 17,6 km öster om Zhenwu. Trakten runt Zhenwu består till största delen av jordbruksmark.
Genomsnittlig årsnederbörd är 1 119 millimeter. Den regnigaste månaden är juli, med i genomsnitt 254 mm nederbörd, och den torraste är januari, med 28 mm nederbörd.